# Freenet
Freenet er et decentraliseret censur-resistent P2P-distribueret datalager, lidt i stil med internettet. Projektet prøver at formidle elektronisk ytringsfrihed gennem stærk anonymitet. Freenet virker ved at samle den givne båndbredde og lagerplads på deltagernes computere, for at tillade brugere at anonymt frigive eller hente forskellige former for information. Freenet bruger en slags nøgle — i stil med en distribueret hashtabel — for at finde de enkelte deltageres data. Nøglerne bliver typisk offentliggjort på velkendte indeks-sider i Freenet. Hjemmesider kaldes i denne sammenhæng for freesites, og som andet indhold kan de ikke spores til en bestemt brugers maskine.
Indhold kan ikke direkte slettes eller opdateres, men man kan udgive nyt indhold under den samme nøgle. Det kan have den effekt, at en forældet version promoveres, fordi det fra systemets ,synspunkt ligner et populært dokument i mange kopier.
Da alle computere i netværket kan fungere som servere og trafikken sendes via mange forskellige UDP-porte, er det ikke muligt at bruge freenet effektivt, hvis maskinen er bag en firewall. Trafikken spredes, så den er sværere at spore.
Freenet er stadig under udvikling. Pr oktober 2007 er den nyeste version 0.7. Programmerne er lavet i programmeringssproget Java.